# Ventall de guerra

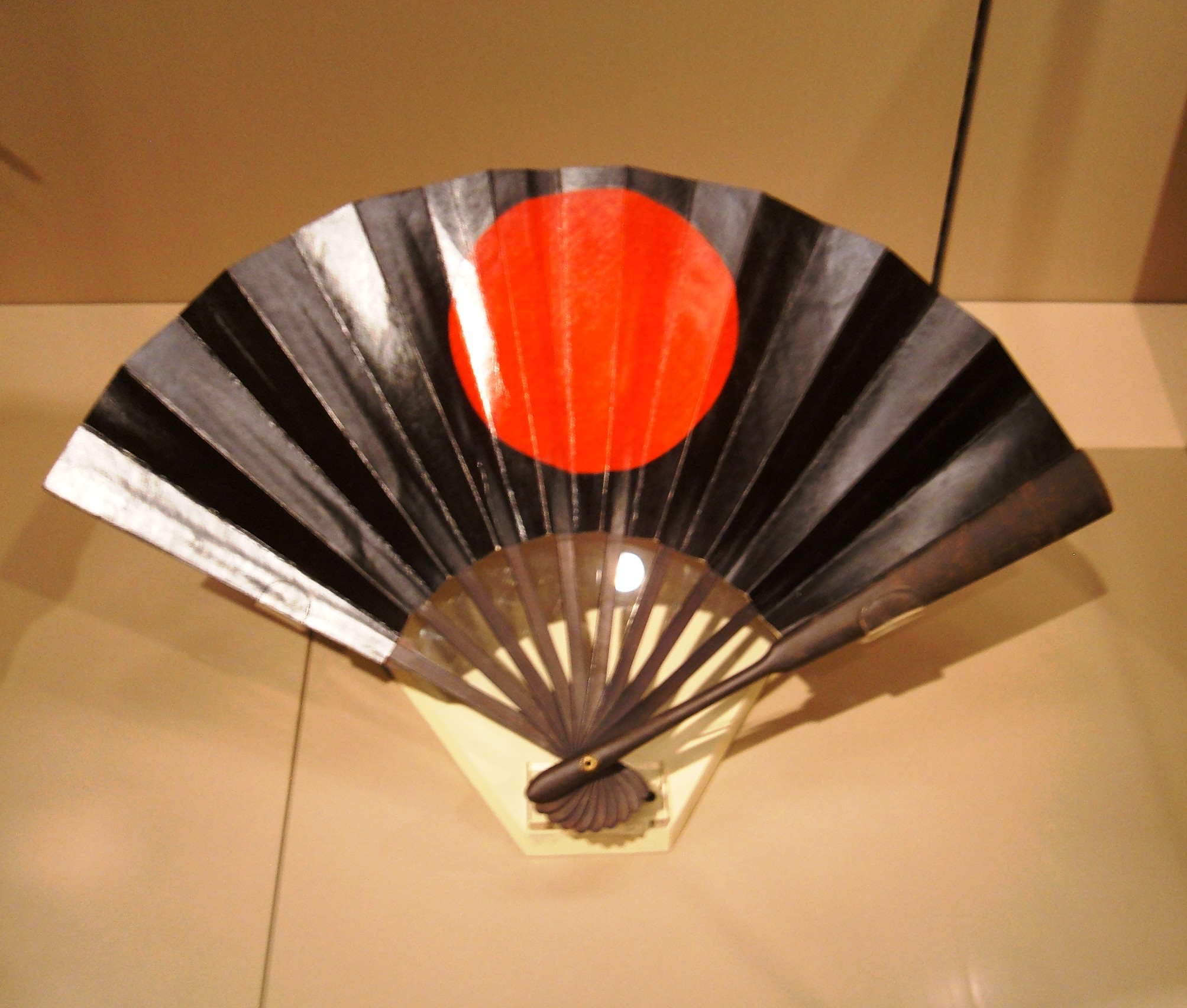
Antic ventall de guerra gunsen japonès (samurái) del període Edo, fet de ferro, bambú y laca representant al sol (1800-1850) en exhibició al Museu d'Art Asiàtic de San Francisco, California.

Un ventall de guerra o tessen (鉄扇 en japonés) és un ventall dissenyat per al seu ús en la guerra. La classe samurai, al Japó feudal, en feu servir varis tipus i amb finalitats diferents.

## Descripció
Els ventalls de guerra variaven en mida, material, forma i ús. Un dels usos més importants fou com a dispositiu de senyalització. Es poden dividir en dues varietats:
- Un ventall de veritat, amb les varilles de fusta o de metall amb paper lacat unit a les varilles i una coberta metàl·lica exterior.
- Un ventall massís fet de fusta o metall, molt similar al gunbai, usat en l'actualitat per àrbitres de sumo.[2]

El comandant hauria d'aixecar o davallar el seu ventall i apuntar de maneres diferents per a emetre ordres als soldats, que després es transmetrien per altres de senyalització visible i audible.
Els ventalls de guerra també podien ser utilitzats com a armes. L'art de la lluita amb aquests ventalls és el tessenjutsu.

## Tipus de ventalls de guerra japonesos

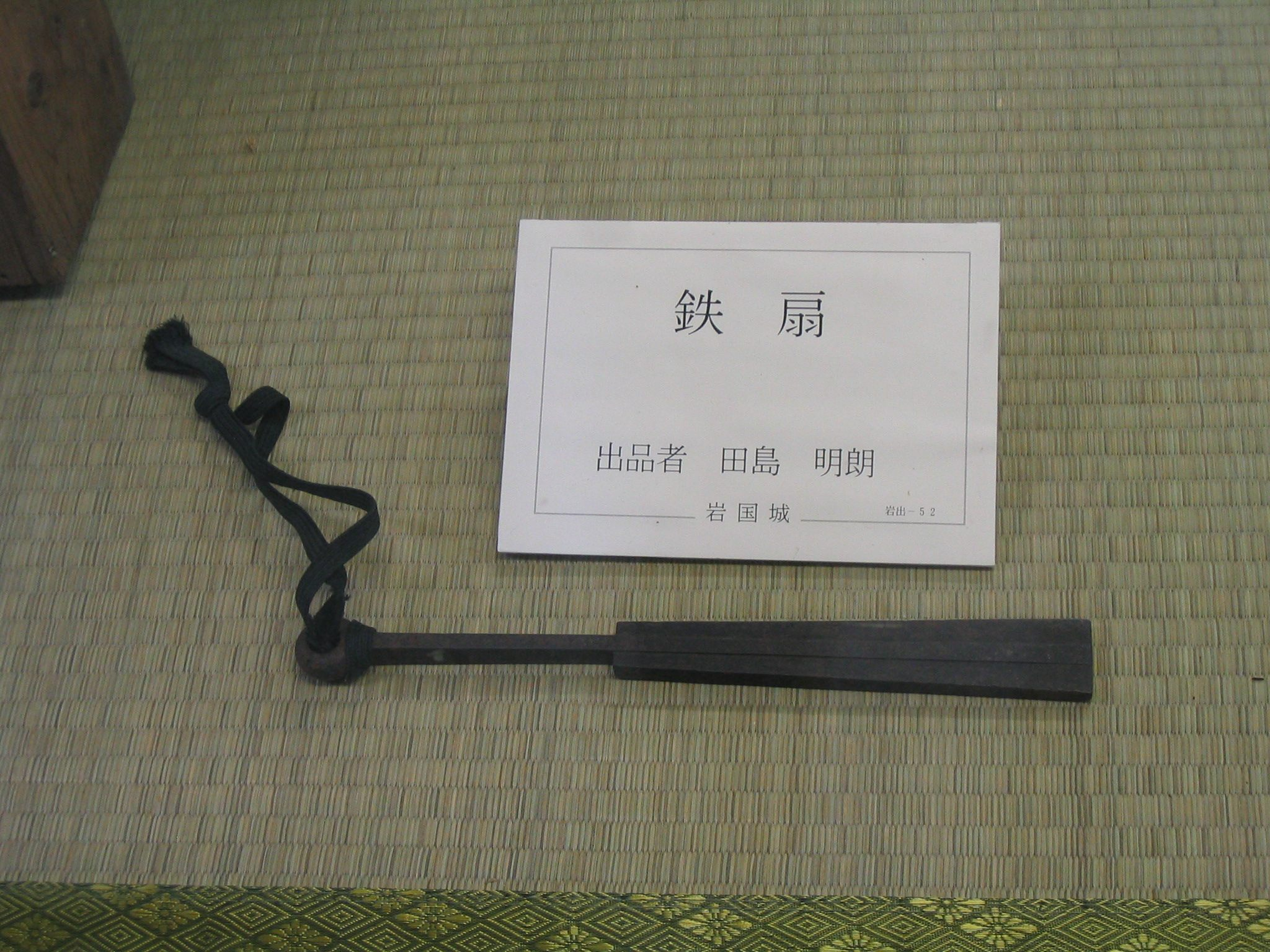
Un tessen en exhibició al Castell Iwakuni, al Japó.

- Gunbai (gumbai), gunpai (gumpai) o dansen uchiwa (軍配): grans ventalls massissos i oberts que podien ser de ferro massís, metall amb ànima de fusta o de fusta massissa, que eren portats pels oficials d'alt rang[4] Foren utilitzats per a evitar les fletxes, com a sombriella i per assenyalar a les tropes.[5][6]

- Gunsen (軍扇) : ventalls plegables usats pels guerrers ordinaris per a refrescar-se. Estaven fets de bronze, llautó, fusta o un metall similar als radis interiors i, sovint, es feia servir ferro fi o altres metalls per als radis exteriors o la cobertura, fent-los lleugers però forts.[1] Els guerrers penjaven els seus ventalls en una gran varietat de llocs, essent el més típic en la correja o el pectora (si bé aquest darrer sovint impedia l'ús de l'espasa o de l'arc).

- Tessen (鉄扇): eren ventalls plegables amb radis exteriors fets de fortes plaques de ferro que foren dissenyats per a semblar-se als ventalls plegables normals i inofensius, o sòlids garrots amb l'aparença d'un ventall tancat. Els samurai podien dur-los a llocs on les espases i altres armes no estaven permeses, i algunes escoles d'esgrima incloien l'entrenament en l'ús del tessen com a arma. El tessen també s'utilitzà per a defensar-se de les fletxes i dards, com a arma llancívola i com a ajuda en la natació.[3]

## Ventalls de guerra en la història i en el folklore

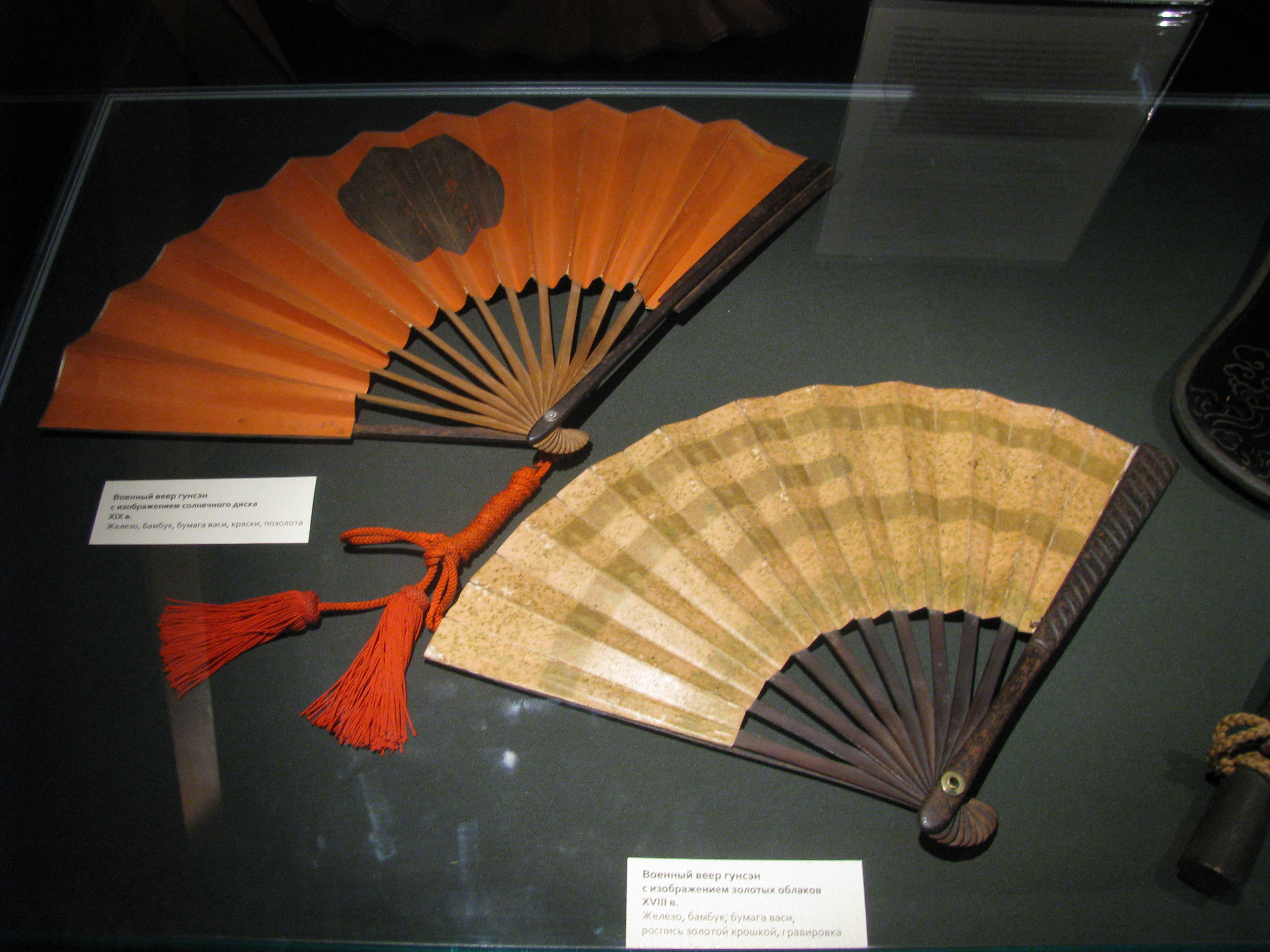
Ventalls de guerra japonesos.

Una famosa llegenda en particular que involucra la participació dels ventalls de guerra té a veure amb una confrontació directa entre Takeda Shingen i Uesugi Kenshin en la Quarta Batalla de Kawanakajima. Kenshin irrompé en la tenda de comandament de Shingen a cavall, després d'haver travessat tot el seu exèrcit, i atacà. La seva espasa fou desviada per un ventall de guerra de Shingen. No és clar si Shingen repelí amb un tessen, un dansen uchiwa, o algunaaltra forma de ventall. Malgrat tot, era molt estrany que els comandants lluitéssin directament i, en especial, per a un general defensar-se de manera eficaç quan se’l pren desprevingut.
Es diu que Minamoto no Yoshitsune derrotà al gran monjo guerrer Saitō Musashibō Benkei amb un tessen.
Es diu que Araki Murashige utilitzà un tessen per a salvar la seva vida quan el gran cap militar Oda Nobunaga intentà assassinar-lo. Araki fou convidat davant Nobunaga i desposseït de les seves espases a la entrada de la mansió, com de costum. Quan es realitzà l'acostumada reverència en el llindar, com de costum, Nobunaga intentà tancar les portes correderes de la sala en el coll d'Araki amb la intenció de matar-lo. Tot i així, Araki suposadament col·locà el seu tessen en els rails del sòl impedint que les portes es tanquéssin.
El clan Yagyū, instructors d'espasa dels shoguns Tokugawa, inclogueren el tessenjutsu en la seva escola d'arts marcials, el Yagyū Shinkage-ryū.
El samurai Sasaki Kojirō dominava vàries armes, entre elles el tessen. En una ocasió es defensà ell sol de tres rivals amb un d'aquests ventalls de guerra.

## Galeria

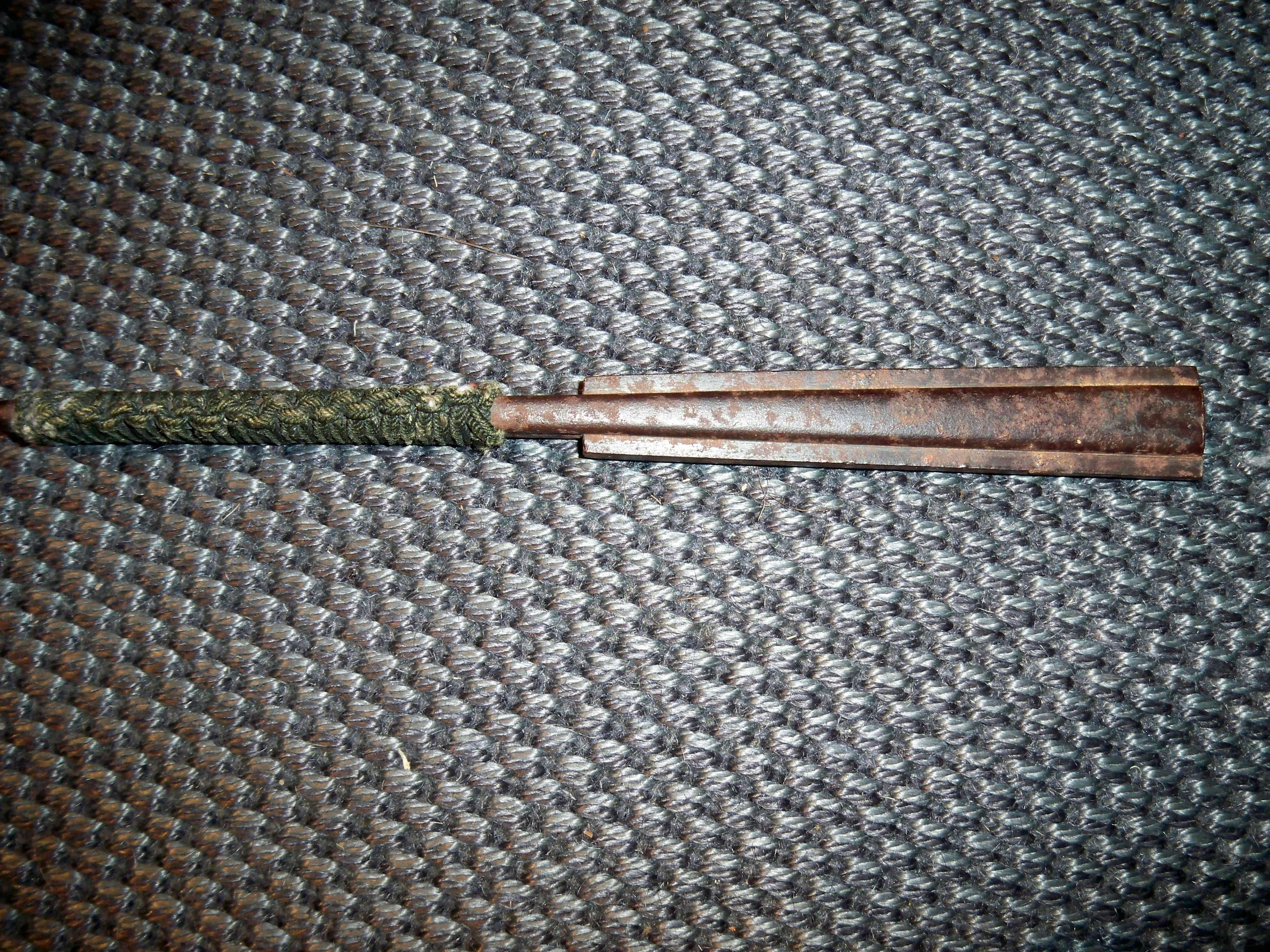
Antic ventall tessen japonès (samurai) del període Edo de ferro massís.
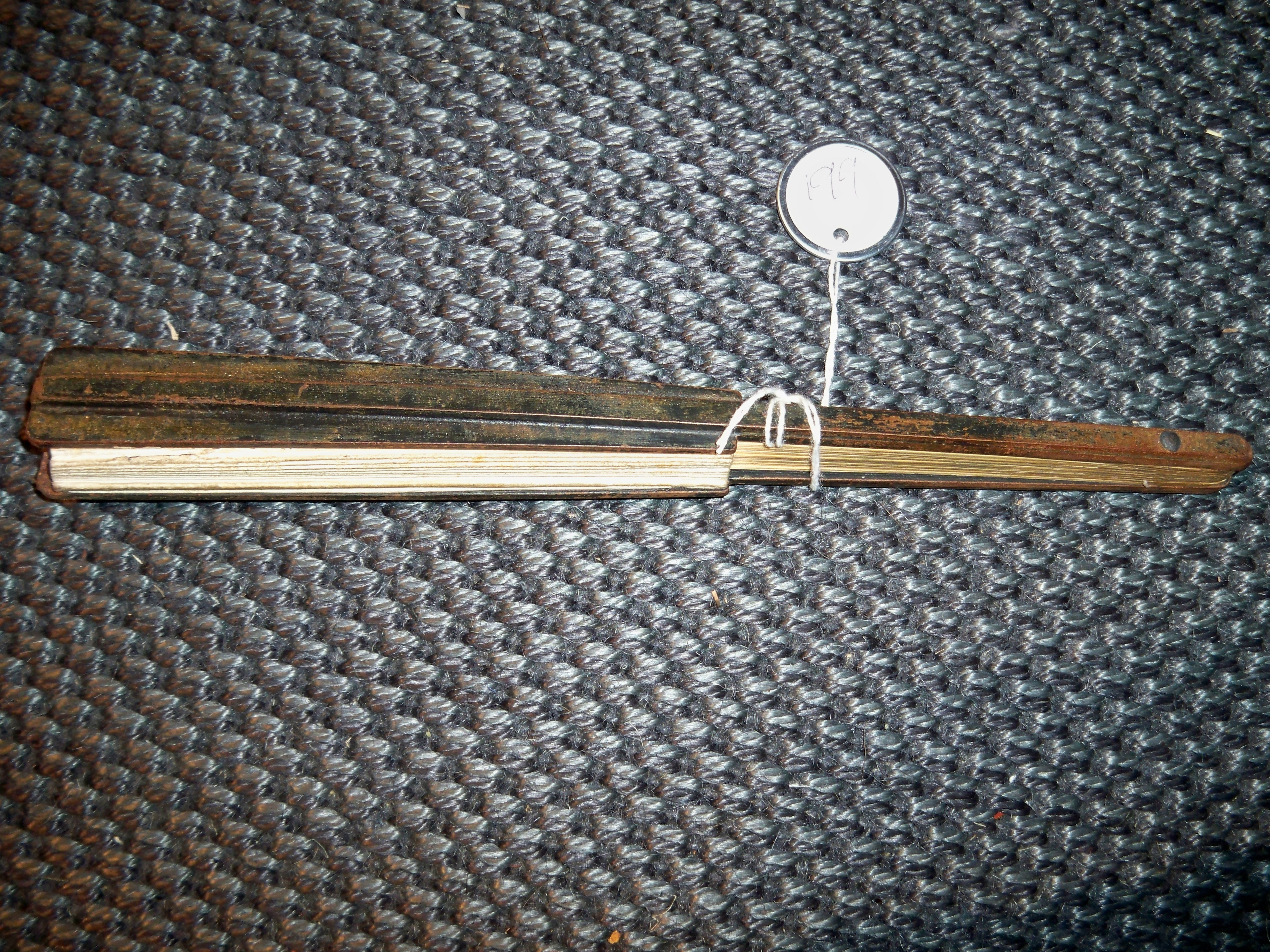
Un ventall tessen japonès de ferro amb varilles de fusta.
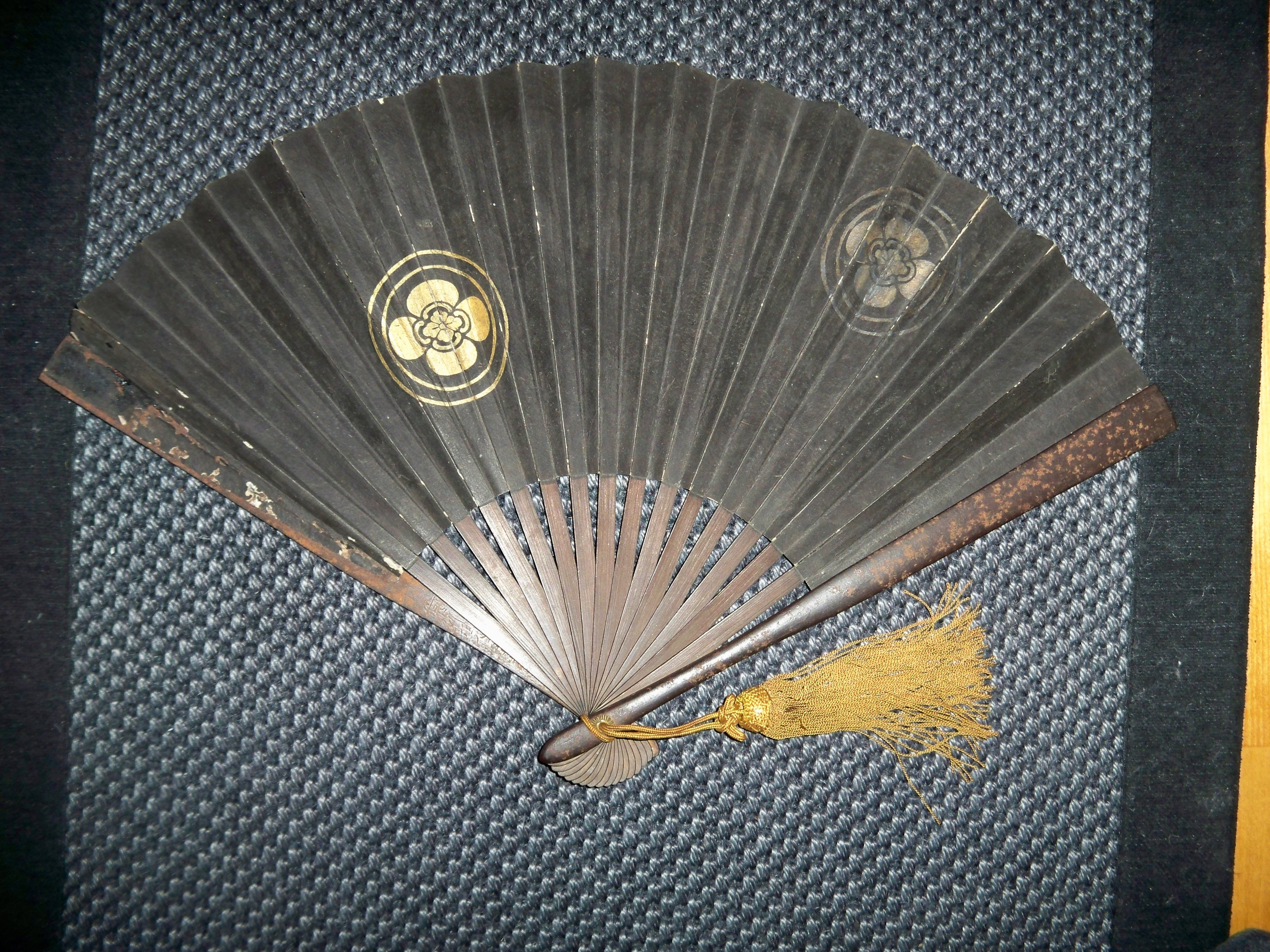
Antic ventall gunsen japonès (samurai) del període Edo amb varetes de fusta i coberta exterior de ferro.
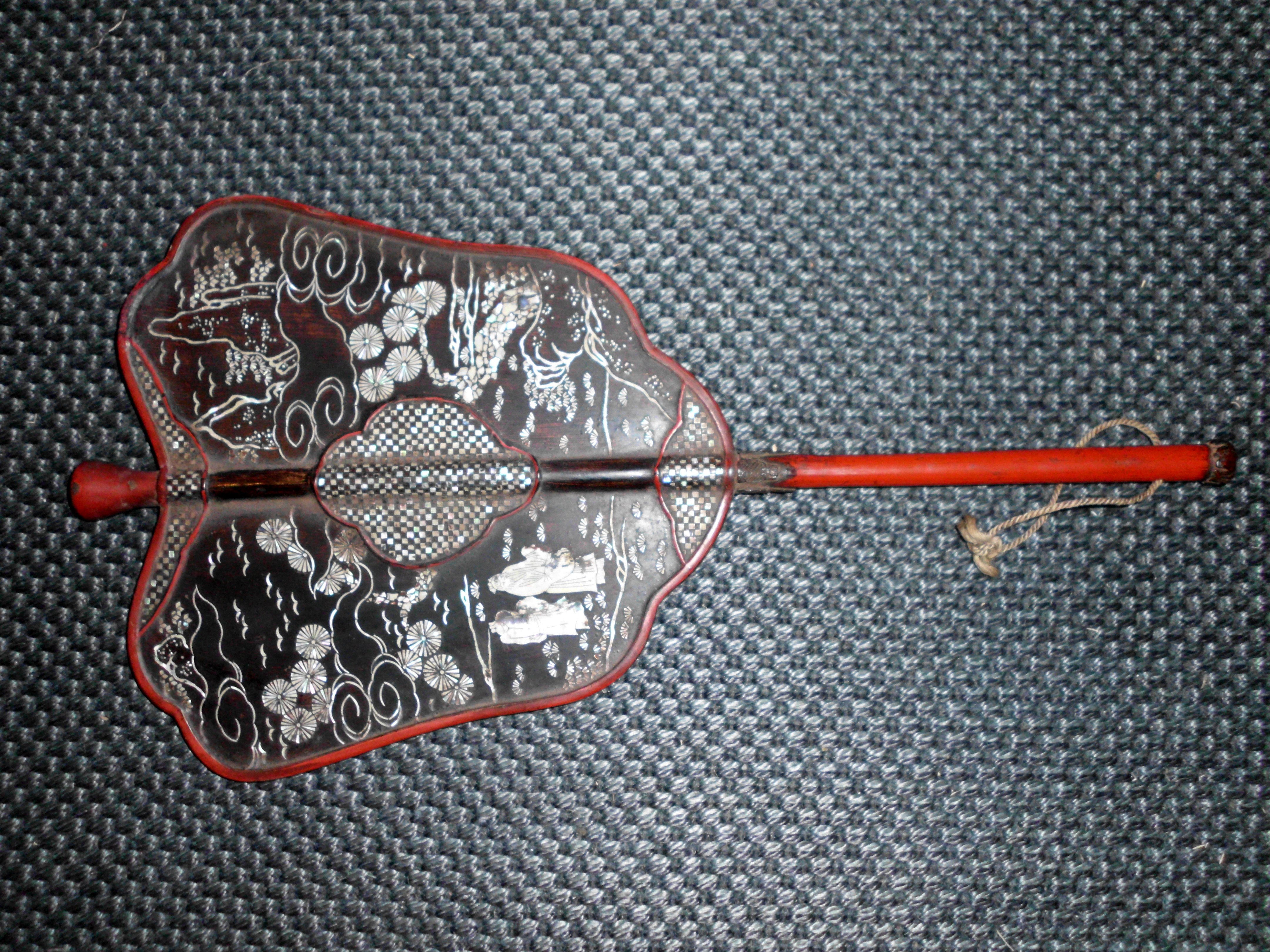
Antic ventall de guerra gunbai japonès (samurai). Fusta i laca con incrustacions.
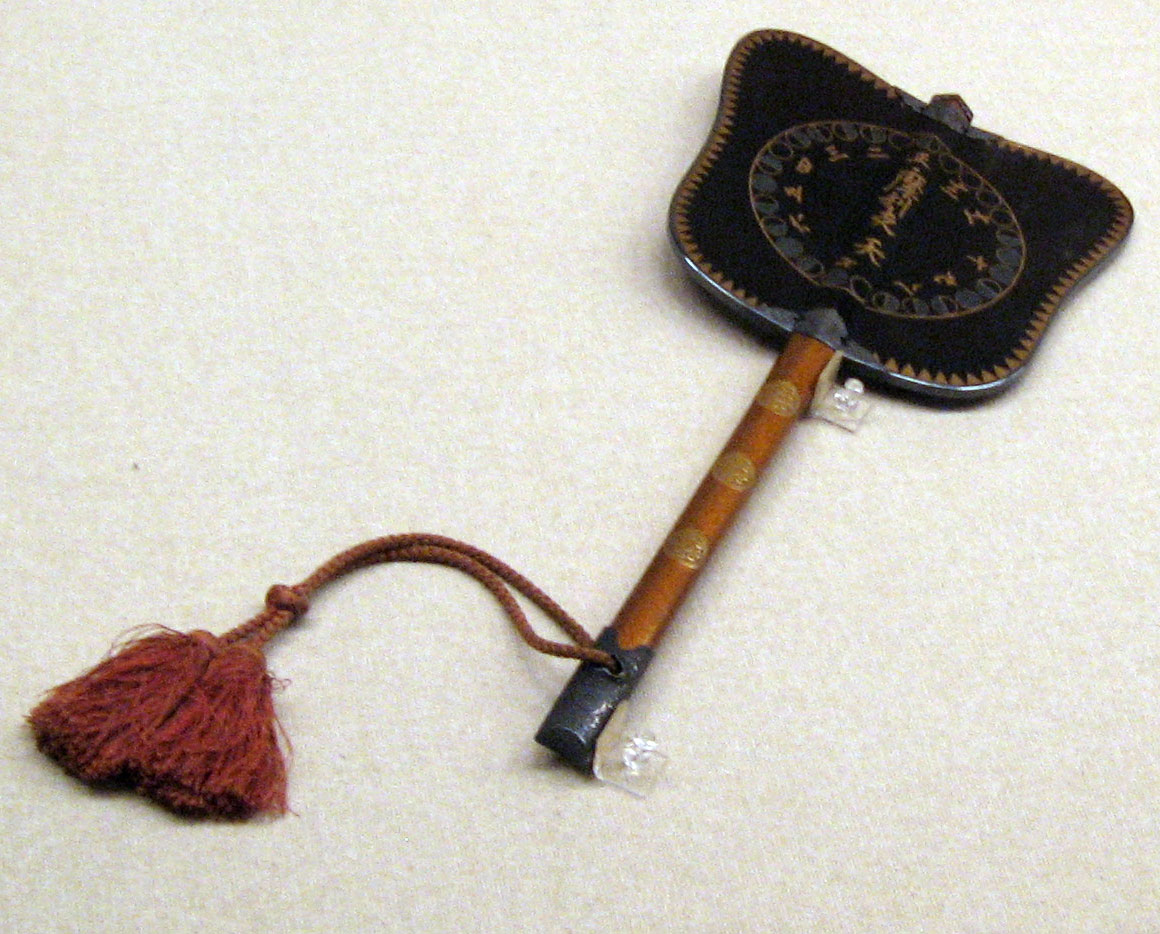
Gunbai actual d'àrbitre de sumo.